# Virtuos
Virtuos kallas en tekniskt mycket skicklig konstnär. Begreppet används främst om musiker, särskilt om pianister. Ofta förknippas det, i det allmänna språkbruket, med en viss ytlighet,
men detta är inget egentligt kännetecken på virtuositet. Många framstående tonsättare har hanterat sitt musikinstrument på ett sätt som gjort dem ryktbara också som praktiska utövare av musiken.
Johann Kuhnau definierar i sin Den musikaliske charlatanen (Der musikalische Quack-Salber, 1700) den "sanne virtuosen" ("der wahre Virtuose") som den som behärskar musikteorin, en position som delas av Johann Gottfried Walther i dennes Musicalisches Lexicon (1732). Mot slutet av 1700-talet började man dock skatta utförandet allt högre.
Franz Liszt förklarade att "virtuositet är inte en utväxt, utan ett oumbärligt element av musiken" (Gesammelte Schriften, iv, 1855–9). Richard Wagner uttalade sin ståndpunkt tydligt:"Den verkliga värdigheten hos virtuosen vilar helt och hållet på den värdighet han kan bevara för skapande konst" (Gesammelte Schriften; English translation, vii, 1894–9, p.112).
Virtuosi di Roma är en italiensk elitensemble, som är knuten till det av Renato Fasano 1948 grundade Collegium Musicum Italicum. Den har omkring 15 medlemmar, som alla också är solister.